# Dav Pilkey
Dav Pilkey (født 4. marts 1966) er er forfatteren bag bogserien om "Heltefortællingerne om Kaptajn Underhyler"
Den handler egentlig om to drenge Jimmy Dahl og Otto Fisker, som er venner, naboer og går i samme 4. klasse på Ingolf Töllesens Privatskole. De kommer ofte i vanskeligheder med skolens overvægtige og børnehadende rektor, hr. Knold, nogle gange ved tilfældigheder og andre gange ved deres forskellige påfund.
Drengene har lavet en tegneserie der handler om Kaptajn Underhyler(verdens sejeste superhelt), som de kopierer på kontorets kopimaskine og sælger til de andre børn i skolegården.
Imidlertid får de hypnotiseret hr. Knold til at tro at han er superhelten Kaptajn Underhyler, som er en superhelt der er "stærkere end boksershorts, hurtigere end et rasende skridtbind og i stand til at hoppe over høje bygninger uden at få en olfert". Det er også nævnt i bøgerne at han er en aktiv forkæmper for alt der er bomuldshvidt og ikke krymper, og han bekæmper skurke iført kappe og underbukser.
Hr. Knold får senere i serien superkræfter fordi han drikker noget Super Kraft Saft, som Jimmy og Otto finder i et rumskib.
Serien rummer et væld af skurke og onde voksne som må bekæmpes, såsom kantinedamerne fra det ydre rum, lærere, onde professorer eller lignende, og dertil et udvalg af forskellige monstre, som fx hvæsende toiletter, rumvæsener eller diverse robotter.
Navngivningen af figurerne bør dertil nævnes, som fx den onde Professor Prutpotte, skolebøllen Frank N. Steen eller Den Bioniske Busserdreng.
Serien er målrettet 1. til 3. klasse, og har modtaget megen ros for den uforskammede humor i højt tempo.

## Andre bøger
Dav Pilkey har også udgivet andre bøger, heriblandt Søren Skoleost-bøgerne og serien om Drage. Han har dertil fungeret som illustrator af børnebøger.

## Trivia
Dav Pilkey er diagnosticeret med ADHD.